# Jack Skeletron
Jack Skeletron (in inglese Jack Skellington) è il protagonista del film d'animazione Nightmare Before Christmas ideato e prodotto da Tim Burton.
Nella versione italiana è doppiato da Renato Zero sia nella parte parlata che cantata, nella versione originale è Chris Sarandon a dargli la voce nella parte parlata e lo stesso Danny Elfman nel canto.
Jack è anche protagonista del videogioco Nightmare Before Christmas: Il Re di Halloween per Game Boy Advance e di Nightmare Before Christmas: Attenti al Baubau! per PlayStation 2 e Xbox. In più appare nella serie di videogiochi Kingdom Hearts e come personaggio collezionabile in Disney Infinity.
Ben accolto dalla critica, la rivista inglese Empire l'ha collocato al ventiduesimo posto della sua lista dei 50 migliori personaggi dei cartoni animati della storia.

## Caratterizzazione

### Aspetto fisico
All'inizio del film Jack è travestito da spaventapasseri con una zucca come testa, ma di solito porta un vestito nero gessato e un farfallino a forma di pipistrello. Il suo busto è corto ma in compenso ha braccia e gambe molto lunghe. A differenza degli altri scheletri i lineamenti del suo teschio sono molto più umani. È alto circa 230 centimetri e il suo peso è di soli 35 chili.

### Personalità
Jack, come già accennato nel film, è il sovrano del Paese di Halloween. È un personaggio vivace, allegro e carismatico, un contrasto curioso se si tiene presente la sua posizione di Re di Halloween. Gli piacciono molto gli spettacoli teatrali, musicali e le entrate spettacolari. Cerca sempre di farsi dei nuovi amici e generalmente dà per scontato (a volte sbagliandosi) che anche gli altri vogliano essere amici suoi. Nonostante il suo buon cuore, a volte Jack si chiude troppo in sé stesso allontanandosi dagli altri, perché non riesce a capire i sentimenti di Sally o il disgusto di Babbo Nachele (Natale). Ha la tendenza a fissarsi su un'idea escludendo qualsiasi altra opinione.
È ignaro dei sentimenti che Sally prova per lui, sebbene sia tra i cittadini più intelligenti del Paese di Halloween. Nonostante la sua logica sia solida, a volte il suo ragionamento può essere messo in discussione: diventa abbastanza approfondito nelle sue ricerche sul Natale ma ha optato per andare con quello che lui e i suoi amici sapevano quando ha deciso di dare a Babbo Natale una vacanza e di sostituirlo. Sembra che Jack possa essere un po' ingenuo a volte, come dimostrato che si fidava abbastanza di Vado, Vedo e Prendo da credere che avrebbero semplicemente portato Babbo Natale da lui senza causare problemi, nonostante fossero anche in combutta con il Bau-Bau come non rendendosi conto di tutto il caos che stava causando alla vigilia di Natale prima che fosse troppo tardi.
È anche molto ottimista, poiché è certo che tutto andrà alla perfezione fino a quando non capirà come "Tutto è andato storto". Anche quando è disperato dopo aver rovinato il Natale, è in grado di rallegrarsi rendendosi conto che non intendeva fare ciò che ha fatto e che "nessuno ha veramente capito" (se si sta riferendo agli abitanti di Halloween non capendo il Natale o agli umani non capendo il suo le intenzioni non sono chiare, sebbene possa significare entrambe). È anche abbastanza umile da ammettere di aver rovinato il Natale ed è disposto a restituire le redini a Babbo Natale per correggere tutto.
Nonostante queste sue caratteristiche positive, se è forzato a combattere Jack si arrabbia molto. Usa la violenza solo se è attaccato, a differenza di Mister Bau Bau, il suo acerrimo nemico. Jack non usa mai i suoi poteri solo per il proprio beneficio.

### Poteri e abilità
Il fatto di essere una creatura non morta offre a Jack un grande vantaggio che la maggior parte degli altri protagonisti della Disney non ha: l'immortalità. Al culmine di Questo è Halloween, si dà fuoco senza nessuna lesione. Ha anche la capacità di rimuovere le ossa dal suo corpo: Jack può togliersi la testa (per recitare citazioni shakespeariane) e rimuovere le costole per giocare al bastoncino con il suo cane, Zero. Le parti del suo corpo possono essere facilmente riattaccate e controllate a distanza dalla sua mente.
Jack è anche molto flessibile per essere uno scheletro e possiede un'agilità incredibile che gli rende facile arrampicarsi su sporgenze e pareti. Essendo nient'altro che uno scheletro, non ha muscoli o tessuti organici che lo appesantiscono, quindi può eseguire grandi salti senza sforzo, e nonostante non abbia muscoli, sembra essere parecchio forte, si potrebbe pensare che senza muscoli egli non sarebbe in grado di muovere o sollevare le cose. Eppure non ha problemi a sollevare contenitori di vetro, regali o persino il bambino zombie visto alla fine del film (una scena eliminata mostra Jack che solleva addirittura Mister Bau Bau durante il loro scontro).
Nelle sue apparizioni nei videogiochi, ha anche dimostrato di essere un combattente molto capace: è in grado di usare le mosse della danza, come roteare e colpire con le gambe o eseguire scivoloni al ginocchio, come efficaci attacchi fisici. Nella serie Kingdom Hearts possiede degli enormi poteri magici, capace di usare la magia del fuoco e del ghiaccio, oltreché la magia oscura e musicale per risolvere le gravità. Nel libro inoltre (cosa non mostrata nel film) levita. Tutte queste caratteristiche lo rendono probabilmente uno dei più potenti personaggi Disney.

## Altri media

### Nightmare Before Christmas: Attenti al Baubau!(2004)
Stanco di fare le stesse cose ogni Halloween, Jack va dal Dottor Finklenstein, che gli fornisce un'invenzione (chiamata in inglese soul rubber) che può cambiare forma, è verde e gelatinoso e si fissa al braccio di Jack. Una volta ottenuto questo oggetto, Jack lascia la città di halloween per cercare nuove idee per la festa. Quando torna, incontra Bau Bau che è rinato e progetta di diventare il "Re delle sette feste". In questo gioco, Jack balla, lotta e canta contro gli alleati di Bau Bau. Ha una modalità di cambio di travestimento in tempo reale, con ogni vestito può fare un diverso attacco.

### Nightmare Before Christmas: Il Re di Halloween(2005)
Jack Skeletron e Bau Bau lottano, perché quest'ultimo medita di trasformare la festa di Halloween nel "giorno degli insetti". Jack dovrà quindi fermare Bau Bau e il suo esercito di insetti.

### Disney Infinity(2013)
Jack Skeletron appare come personaggio giocabile in Disney Infinity. Tuttavia, seppur non possedendo un mondo proprio (i suoi scrigni appaiono solo nella Scatola dei Giochi) è possibile acquistare dei gettoni Extra Power esagonali che ripropongono i cieli e le superfici della Città di Halloween.

### Tim Burton's The Nightmare Before Christmas: Impadronitevi delle feste!(2023)
Jack Skeletron compare insieme a Babbo Natale, al Bau Bau, al Sindaco, al dott. Finkelstein e a Sally come uno dei personaggi giocabili in questo gioco da tavolo ispirato al film e in cui bisogna conquistare il maggior numero possibile di segnalini festa (Halloween e Natale) per vincere la partita nell'arco di quattro round.

### Disney Speedstorm(2024)
Jack Skeletron appare come personaggio giocabile epico nel gioco di corse Disney Speedstorm come contenuto esclusivo della stagione 10, ispirata a Nightmare Before Christmas con un tracciato di corsa ispirato alla Città del Natale e alla Città di Halloween.